# جوزيف كليمنس
جوزيف كليمنس (بالإنجليزية: Joseph Clemens)‏ هو عالم نبات أمريكي، ولد في 9 ديسمبر 1862، وتوفي في 21 يناير 1936.